# Valle della Clarée
La Valle della Clarée  (Vallée de la Clarée in francese) o anche detta Valle di Névache  (Vallée de Névache), è una valle della Francia situata nel Dipartimento delle Alte Alpi, nei pressi di Montgenèvre e Briançon. È la valle più a monte del Briançonnais che conduce alla frontiera franco-italiana.

## Caratteristiche
Costituisce uno snodo fondamentale nelle comunicazioni in quanto connette la zona con il Dipartimento della Savoia, mediante il Colle di Rochilles (più precisamente il Seuil des Rochilles) situato a 2.425 m s.l.m.; e con il Piemonte mediante il Colle della Scala-Valle Stretta (1.767 m s.l.m.). Altro colle presente in valle è il colle del Granon (2.413 m s.l.m.).
La valle della Clarèe è classificata come uno dei paesaggi più preziosi in Francia, tanto da essere annoverata tra i grand site national.
La valle è attraversata dal torrente Clarée. Nella valle si trovano i comuni di Névache e di Val-des-Prés appartenenti al Cantone di Briançon-Nord.

### Orografia

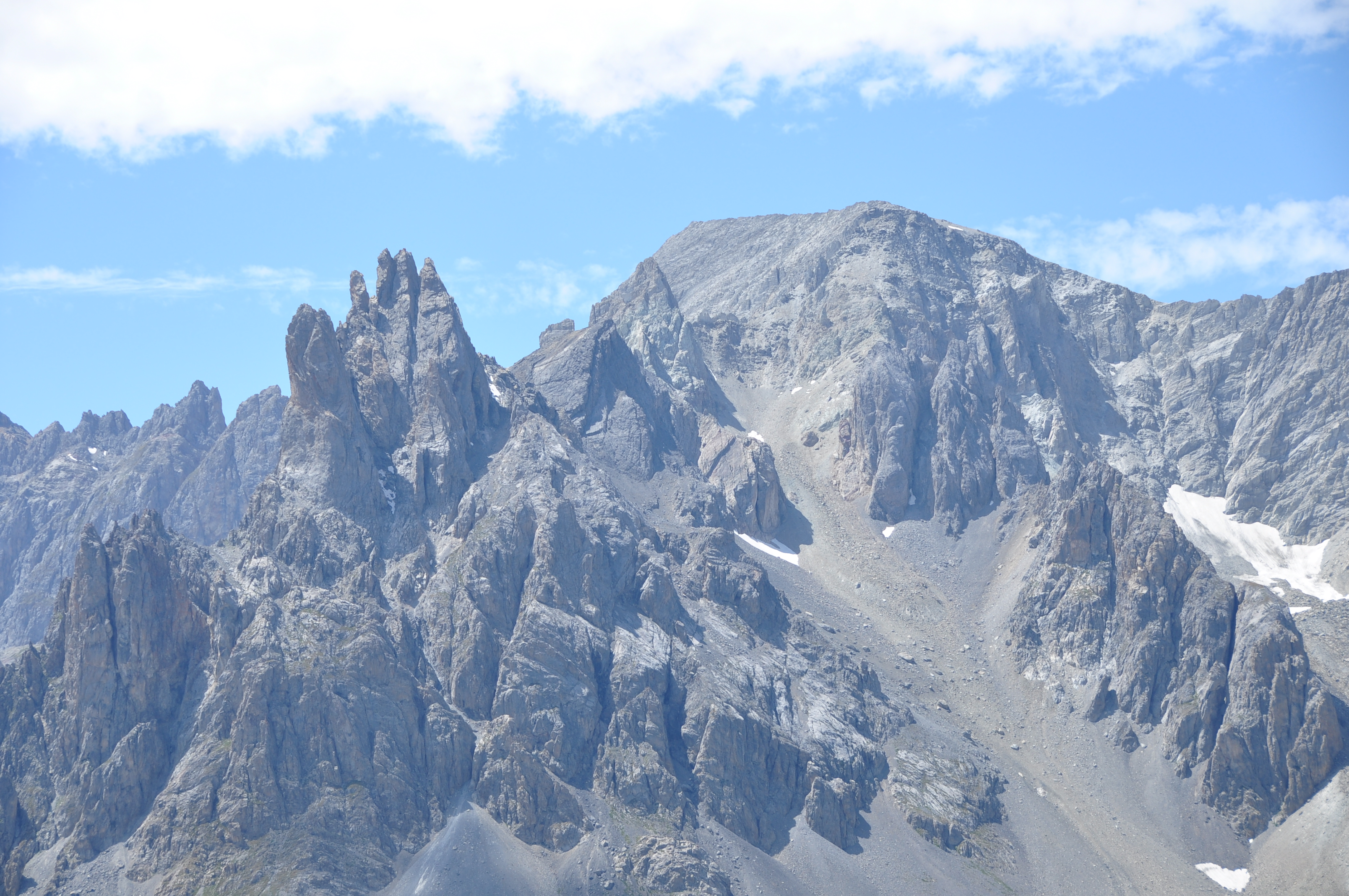
Pointe des Cerces

Le montagne principali che contornano la valle sono:
- Pointe des Cerces - 3.097 m
- Rocher de la Grande Tempête - 3.002 m
- Pic du Lac Blanc - 2.980 m
- Rocca di Chardonnet - 2.950 m
- Roche Château - 2898 m
- Grand Aréa - 2.869 m
- Grand'Hoche - 2.842 m
- Punta Charrà - 2.843 m
- Pic Ombière - 2.832 m
- Pointe de Rochachille - 2.799 m
- Pic du Lauzin - 2.773 m
- La Gardiole - 2.753 m
- Pointe de Pécé -  2.733 m
- Grande Peyrolle - 2.645 m
- Rocher du Loup - 2654 m
- Guglia Rossa - 2.548 m
- Grand Meyret - 2.516 m

### Rifugi alpini
Per facilitare l'escursionismo e la salita alle vette la valle è dotata di alcuni rifugi:
- Refuge du Chardonnet - 2.230 m
- Refuge des Drayères - 2.180 m
- Refuge de Ricou - 2.115 m
- Refuge Buffère - 2.076 m
- Refuge de Laval - 2.030 m